# Ostrov (Tulcea)
Pour les articles homonymes, voir Ostrov (homonymie).
Ostrov est une commune du județ de Tulcea en Roumanie.